# Tout n'est pas si facile
Singles de Suprême NTM
J'appuie sur la gâchette
(janvier 1993) La Fièvre
(9 juin 1995)
Pistes de Paris sous les bombes
Plus jamais ça Come Again (pour que ça sonne funk)
Tout n'est pas si facile est un single du groupe Suprême NTM sorti le 10 février 1995.

## Contenu
Le titre est produit par DJ Clyde et DJ Max d'Hypnotik Productions. L'Américain Gregg Mann a réalisé le mixage avec l'ingénieur du son Volodia. Le titre figure sur le troisième album du groupe, Paris sous les bombes sorti le 28 mars 1995. Le titre renvoie à la nostalgie du groupe concernant les valeurs du hip-hop français des débuts.

## Pochette
La pochette est réalisée par le graphiste Éric Cornic de la société FKGB avec l'utilisation d'une photographie de Seb Janiak utilisant un objectif fisheye prise à la porte Maillot à Paris, sous le boulevard intérieur du périphérique, au niveau d’un puits d’aération laissant passer la lumière.

## Clip
Le clip de la chanson Tout n'est pas si facile est réalisé par Seb Janiak. Il s'inscrit dans un récit qui inclut aussi les clips de Qu’est-ce qu’on attend et La Fièvre, soit un long-form. Il est tourné dans le tunnel du périphérique parisien au niveau de la porte Maillot, dans les sous-sols du boulevard intérieur et au pont de Charenton.

## Liste des titres
- Tout n'est pas si facile
- Tout n'est pas si facile (version instrumentale)
- Qui paiera les dégâts (remix DJ Clyde)
- Qui paiera les dégâts (remix DJ Clyde) (version instrumentale)  (uniquement sur le format disque 33 tours)